# Поред мене
Поред мене је српски драмски филм из 2015. године, у режији Стевана Филиповића, који је заједно са Миленом Богавац написао и сценарио.
Филм је премијерно приказан на Филмском Фестивалу у Пули 20. јула 2015. године, где је освојио Златну арену за најбољи дугометражни филм у међународном програму, док је премијеру у Србији имао 23. септембра исте године.
Сценаристи филма су добили награду на Фестивалу филмског сценарија у Врњачкој Бањи 2016. године. Филм прате два наставка: Поред тебе (2023) и Поред нас (2024).

## Радња
Оља је професорка историје у гимназији, млада, пуна ентузијазма и заинтересована за алтернативне методе едукације. Њена борба се своди на причу садашњице, борба једног грађанина против особа на функцији који не маре за оно чему су надлежни (директорка гимназије Светлана-Мирјана Карановић), коју покушава убедити да преузме нешто по питању емпатије присутне код ђака, док (не) добије очекивани одговор. Касније сама тражи алтернативне начине помоћи у које је уверена да могу „пробудити" децу (организовање екскурзије). Живи у браку са сликарем, чија је последња изложба изазвала бурне реакције у јавности. Група хулигана ту изложбу види као повод да је нападне. Снимак напада каче на интернет. Наредног дана Оља открива да је то урадио неко од њених ученика. Одузима им мобилне телефоне, запрети одласком у полицију, ако сами не пријаве кривце и у афекту одлучује да их закључа у школску зграду док то не ураде. У жељи да заједно реше проблем, али и из немогућности да напусте школску зграду ученици почињу да комуницирају. Током једне ноћи, о себи и својим друговима из разреда сазнаће више него свих претходних година, и више него што су икад очекивали. Та ноћ ће заувек променити њихове животе, ставове и размишљања.

## Улоге
| Глумац | Улога                     |
| --- | ------------------------- |
| Христина Поповић | Професорка Оља            |
| Славен Дошло | Лазар                     |
| Никола Глишић | Страхиња                  |
| Милица Мајкић | Јелена                    |
| Горица Регодић | Исидора                   |
| Јелена Пузић | Софија                    |
| Андреј Пиповић | Матија                    |
| Дарко Ивић | Тадија                    |
| Матеа Милосављевић | Сандра                    |
| Катарина Пешић | Бојана                    |
| Марко Панајотовић | Коста                     |
| Растко Вујисић | Раша                      |
| Миливоје Миша Станимировић | Микса                     |
| Никола Драгутиновић | Срба                      |
| Урош Нововић | Динкић                    |
| Јован Здравковић | Лука                      |
| Алек Суртов | Павле                     |
| Вибор Крековић | Дамир                     |
| Милица Петровић | Уна                       |
| Јелена Кесић | Ана                       |
| Анђелко Берош | Добрица                   |
| Драган Мићановић | сликар Угљеша Рацковић    |
| Мирјана Карановић | Директорка школе Светлана |
| Мина Николић | Ксенџа                    |
| Предраг Грујић | Декстер                   |
| Анђела Киковић | Близнакиња Мина           |
| Анђела Белошевић | Близнакиња Нина           |
| Марија Пантин | Ива                       |
| Петар Кокиновић | Петар                     |
| Јована Радовановић | Плава                     |
| Јелена Вукићевић | Црна                      |
| Уна Сенић | Глас водитељке            |
| Радослав Миленковић | Глас водитеља             |
| Оливера Викторовић Ђурашковић | Секретарица школе         |
| Јоана Кнежевић | Ољина другарица Сања      |
| Јелена Богавац | Ољина другарица Ката      |
| Зоран Ракић | Домар у школи             |
| Вељко Ђурић | Професор у ходнику        |
| Душан Ђоковић, Светлана Безданов Гостимир, Иљана Кесић Стаменковић, Милош Спасојевић, Младен Николић, Владимир Корићанац, Јасна Николић, Бранислав Јевић | Професори у зборници      |

## Награде
Филм је 2016. године добио награду за најбољи сценарио на Фестивалу филмског сценарија у Врњачкој Бањи.